# سیدنی هروه اوفر
سیدنی هروه اوفرر (زادهٔ ۲ ژوئیه ۱۹۵۱ در بولون-بیلانکورت) باستان‌شناس و مصرشناس فرانسوی، و همچنین مدیر تحقیقات در مرکز ملی پژوهش‌های علمی  فرانسه است.
او از سال ۱۹۷۳ تا ۱۹۷۶ در بخش آثار باستانی مصر در موزه لوور، و سپس به مدت شانزده ماه (۱۹۷۶–۱۹۷۷)، در «مرکز اسناد مصر باستان» (CEDA) در قاهره کار کرد. او از سال ۱۹۷۶ تا ۱۹۸۰ در هیئت‌های باستان‌شناسی در دره ملکه‌ها (مقبره Tuya QV80) و معبد رامسیوم شرکت کرد.
از سال ۱۹۸۱ تا ۱۹۸۳ استادیار باستان‌شناسی مصر در مدرسه لوور بود، سپس در سال‌های ۱۹۸۳/۱۹۸۴ مدرس کتیبه‌های مصری همان مدرسه بود.
او از سال ۱۹۸۵ تا ۱۹۸۹ عضو علمی مؤسسه باستان‌شناسی شرق فرانسه در قاهره بود و در کاوش‌ها شرکت داشت.
در سال ۱۹۹۱، او به عنوان مدیر تحقیقات در CNRS منصوب شد و از سال ۱۹۹۱ تا ۲۰۰۵ عضو هیئت علمیدانشگاه پل والری بود. از سال ۱۹۹۲ تا ۲۰۰۳ او سرپرست واحدی بود که در متون دوره بطلمیوسی تخصص دارد.
او از اکتبر ۲۰۰۵ به دانشگاه پروونس-آیکس مارسی پیوست.

## انتشارات
- مصر و پروونس، تمدن، بقا و کابینه کنجکاوی، آوینیون، بنیاد موزه کالوت، ۱۹۸۵
- La momie et la tempête, la curiosité égyptienne en Provence au début du XVIIe siècle, Avignon, A. Barthélemy, 1990
- با JC Golvin & Jean-Claude Goyon, L'Égypte restituée, sites et temples de Haute-Égypte, vol. tome 1, Paris, Editions Errance, 1991
- L'univers minéral dans la pensée égyptienne, I-II, Le Caire, Institut français d'archéologie orientale, coll. " BdE»، ۱۹۹۱
- با JC Golvin & Jean-Claude Goyon, L'Égypte restituée, Sites et temples des deserts, vol. tome 2, Paris, Éditions Errance, 1994
- Dieux du desert égyptien, Ha et la défense mythique des deserts de l'ouest [" L'archéologue، شماره ۱۱ »]، پاریس، Archéologie nouvelle، ۱۹۹۵
- توضیحات de l'Égypte, ou, recueil des observations et des recherches qui ont été faites en Égypte pendant l'expédition de l'Armée française, publié sous les ordres de Napoléon Bonaparte, France 79'Image, France, 79'1
- با JC Golvin & Jean-Claude Goyon , L'Égypte restituée، مکان‌ها، معابد و اهرام Moyenne et Basse Égypte de la Naissance de la Civilization pharaonique à l'époque gréco-romaine، جلد. tome 3, Paris, Éditions Errance, 1997
- Un prolongement méditerranéen du mythe de la Lointaine à l'époque tardive, Le Caire, Institut français d'archéologie orientale, 1998, p. 19-39
- Encyclopédie Religieuse de l'univers Végétal, Montpellier, Université Paul Valéry-Montpellier III, 1999-2001
- Le propylône d'Amon-Rê-Montou à Karnak Nord, Le Caire, Institut français d'archéologie orientale, coll. " MIFAO، شماره ۱۱۷»، ۲۰۰۰
- با Maximilien Dauber, L'Égypte en question, Avignon, Éditions A. Barthélemy, 2005 (شابک ‎۲۸۷۹۲۳۲۱۵۵)